# 新唐書宰相世系表
新唐書宰相世系表5卷，呂夏卿撰，收錄於《新唐書》卷71上～75下，網羅唐代曾任宰相的家族世系。

## 作者
吳縝《新唐書糾謬》序：「今唐史本一書也，而紀、志、表則歐陽公（修）主之，傳則宋公（祁）主之。」以總裁主其名，而志、表等各有撰人。蘇頌《蘇魏公文集》卷66·《呂舍人文集》序：「呂公缙叔起遠方邑尉，入為編修唐書……又集天下碑刻，類為《唐文傳信》，考歷代氏譜族志為《古今系表》，兩書獨出缙叔一手，可謂勤且博矣。」作為編撰《新唐書》志、表的資料長編。《宋史》卷331·呂夏卿傳：「夏卿長於史，貫穿唐事，博採傳記雜說數百家，折衷整比。又通譜學，創為世系諸表，於《新唐書》最有功云。」因此宰相世系表實際出於呂夏卿之手。

## 體例
新唐書宰相世系表之體，每姓之先，先述姓源，再分房表列世系。諸姓排列順序，則以拜相先後為次，直到唐末。而宗室宰相世系，則另見於宗室世系表。
表中之人，除拜相者注其入相時代；無傳之人，可考者則注其字號與歷官。表錄世系官職，原則以唐末為斷，但也有例外。
唐代中期以降，節度使常加宰相銜，謂之使相、又稱外宰相，然無入朝執政之實，所以一概不錄。而將帥以軍功位至三公三師者20人，另加魏博節度使、太尉田承嗣的田氏、天平節度使、守司空烏重胤的烏氏，其中除僕固懷恩叛變，朱泚稱帝伏誅，王建、韓建、朱全忠亡唐之賊不錄，其餘均述其世系。但也有一些其他宰相在没有给出原因的情况下未被列入。

## 目次
- 卷71上 世系表一上 裴氏 西眷裴 洗馬裴 南來吳裴 中眷裴 東眷裴、劉氏 彭城 尉氏 臨淮 南陽 廣平 丹楊 南華 河南劉氏
- 卷71下 世系表一下 蕭氏 皇舅 齊梁、竇氏 三祖 平陵、陳氏、封氏、楊氏、高氏 京兆高氏 晉陵高氏、房氏 河南房氏、宇文氏
- 卷72上 世系表二上 長孫氏、杜氏 京兆 襄陽 洹水 濮陽、隴西李氏 武陽 姑臧大房 丹楊 龍居李氏 京兆李氏、趙郡李氏 南祖 東祖 西祖 遼東 江夏 漢中
- 卷72中 世系表二中 王氏 瑯琊 太原 河東 烏丸 中山 華陰 京兆、魏氏 東祖 館陶 宋城 鹿城、溫氏、戴氏、侯氏、岑氏
- 卷72下 世系表二下 張氏 襄陽 河東 始興 馮翊 吳郡 清河東武城 河間 中山 魏郡 汲郡 鄭州、馬氏、褚氏、崔氏 鄭州 許州鄢陵 南祖 清河大房 清河小房 清河青州 博陵安平房 博陵大房 博陵二房 博陵三房、于氏
- 卷73上 世系表三上 柳氏 西眷 武德 東眷、韓氏 魯陽 潁川 昌黎 陽夏、來氏、許氏 晉陵 安陸、辛氏、任氏、盧氏 大房 二房 三房 范陽
- 卷73下 世系表三下 上官氏、樂氏、孫氏 清河 武邑、姜氏 上邽 九真、陸氏 丹徒 太尉 侍郎、趙氏 隴西 新安 燉煌 南陽、閰氏、郝氏、薛氏 南祖 西祖
- 卷74上 世系表四上 韋氏 平齊公 閬公 彭城公 逍遙公 鄖公 南皮公 駙馬 龍門公 小逍遙公 京兆、郭氏 潁水 華陰 昌樂 中山、武氏、騫氏、沈氏、蘇氏 都亭 邳公 趙郡 武功、范氏、邢氏、傅氏、史氏、宗氏、格氏
- 卷74下 世系表四下 歐陽氏、狄氏、袁氏 樂陵 雍州 河東、姚氏 北隆 陝郡、婁氏、豆盧氏、周氏 安成 永安、吉氏、顧氏、朱氏、唐氏
- 卷75上 世系表五上 敬氏、桓氏、祝氏、紀氏、鄭氏 北祖 南祖 滎陽 滄州、鍾氏、宋氏、源氏、牛氏 鶉觚 安定、苗氏、呂氏、第五氏
- 卷75下 世系表五下 常氏、喬氏、關氏、渾氏、齊氏 武邑 瀛洲、董氏、賈氏 浮陽 河南、權氏、皇甫氏、程氏、令狐氏、段氏、元氏、路氏、舒氏、白氏、夏侯氏、蔣氏、畢氏、曹氏、徐氏 北祖 高平、孔氏 魯國 下博、獨孤氏、契丹柳城李氏[7]、武威李氏、高麗李氏、奚柳城李氏、雞田李氏、范陽李氏、代北李氏、營州王氏、太原王氏、安東王氏、田氏、烏氏

## 史源
洪邁《容齋隨筆》卷6‧唐書世系表：「《新唐書》宰相世系表皆承用諸家譜牒，故多有謬誤。……歐陽公略不筆削，為可恨也。」自有此論，後人認為以唐代譜學之盛，宋去唐近，應該不難入手公私譜牒文獻以編纂。但是現代的考證則不以為然，岑仲勉指出，《新唐書》宰相世系表主要根據成書於唐憲宗元和七年（812）的林寶《元和姓纂》，化文字敘述的世系為表格。從元和到唐末未及部分，則參取石刻與文集碑誌、《舊唐書》列傳及部分家譜以增補修正。

## 評價

### 史意
劉知幾《史通》書志篇：「逮乎晚葉，譜學尤煩，用之於官，可以品藻士庶，施之於國，可以甄別華夷……氏族而往，實為志者所宜先，而諸史竟無其錄。」對唐前紀傳體史缺乏氏族紀錄表示不滿；只有魏收《魏書》官氏志，兼及族姓，所以修《新唐書》時遙承其議。嚴耕望則指出，《新唐書》宗室、宰相世系表，一般人看似無用，但魏晉南北朝門閥社會，至唐猶盛，其世系之傳承，今惟存此兩表，就冶中古社會史而言，實為寶貴。
關於收錄範圍，章學誠《文史通義》卷6外篇和州志氏族表序例上批評：「歐陽《唐書》，撰為宰相世系，顧清門鉅族，但不為宰相者，時有所遺。」而岑仲勉認為，《元和姓纂》所詳為顯官，但如以全書內容列表，則篇幅不容且難以命名。而顯官莫著於宰相，以宰相為綱，也就差不多能網羅《姓纂》世系的菁華部分。
魏收《魏書》，李延壽《南史》、《北史》，一人有傳，父子兄弟皆附載其後，如同族譜。雖然反映南北朝世族政治的盛衰，存其譜系，然附傳常只記歷官而無生平事跡，亢文累辭，成書當時已不無非議。《新唐書》宗室、宰相世系表載子弟無顯過亦無積勞，又不宜沒其爵里字號者於表中，可省列傳之繁文。

### 錯謬
岑仲勉、趙超指出《新唐書》宰相世系表常見的錯誤：
1. 名字譌誤。
2. 世次脫漏誤附他系。
3. 官爵與文獻記載不符[17]。
4. 兄弟排列次序不依長幼[18]。

而其致誤之因，又可分為五項：
- 《元和姓纂》多本諸家行狀，行狀則多本於六朝以來譜牒舊說，反映唐人附會、偽冒名門之習，而宰相世系表因之。所以述唐以前姓源、世系，考之諸史，每有牴誤。
- 遠在北宋《元和姓纂》已乏善本，有不少節略、傳寫脫漏、錯訛之處。
- 編纂中利用《元和姓纂》與其他史料記敘整合的矛盾。
- 《新唐書》修纂時紀、志、表、列傳由多人執筆，成書前未盡劃一[19]。
- 表式繁重，傳寫、刊刻不易[20]。

#### 脫漏
岑仲勉根據前人考證，歸納新唐書宰相世系表所未收錄的宰相世系：
- 李義府相高宗[22]
- 武什方相武后[23]
- 杜景佺相武后[22]
- 李景諶相武后[22]
- 王本立相武后[24]
- 王及善相武后[24]
- 孫元亨相武后[25]
- 任知古相武后[26]
- 張光輔相武后[27]
- 惟謙相中宗[28]
- 劉幽求相睿宗、玄宗[29]
- 陳希烈相玄宗[30]
- 李忠臣相代宗、德宗[31]
- 李懷光相德宗[22]
- 李訓相文宗[22]
- 李讓夷相武宗[22]
- 鄭肅相武宗[32]
- 韋琮相宣宗[33]
- 趙隱相懿宗[25]
- 豆盧瑑相懿宗[34]
- 朱朴相昭宗[34]
- 鄭綮相昭宗[28]

從文宗朝李訓以下至鄭綮，都是時代在《元和姓纂》成書後，而編纂時又不及旁求其他史料以補闕者。其他則多半是《姓纂》闕載，或有其姓而無其望。只有于惟謙、陳希烈，《姓纂》卷3略敘世系，宰相世系表卻未採錄，是真正的疏漏。

#### 變例
卷73上 世系表三上潁川韓氏，實無人入相，宋人崇敬韓愈，為之立表。卷72中 世系表二中太原王氏並無宰相，而敘其支，不嫌贅列。
此外，歐陽氏下敘及歐陽修高祖，曲江張氏則記至張九齡九世孫，則是採宋代私家譜牒以補《元和姓纂》所闕世系，而失於斷限者。

## 研究史
《新唐書》成書不久，吳縝《新唐書糾謬》已指摘宰相世系表脫漏之處，歐陽修《集古錄》、鄧名世《古今姓氏書辯證》等金石、氏族學著作，更進一步利用石刻等史料考訂異同，補其不備。而研究《新唐書》宰相世系表的專著，則始於清乾隆年間的沈炳震《唐書宰相世系訂譌》十二卷，沈氏認為宰相世系表缺漏錯誤太多，不宜列入《兩唐書合鈔》，所以將宰相世系表部分析出別行，而考訂則主要利用兩唐書列傳與表的互參。
清代乾隆、嘉慶期，考證、金石之學大盛，考證筆記如王鳴盛《十七史商榷》、錢大昕《二十二史考異》、趙紹祖《新舊唐書互證》等都有言及宰相世系表之處，王昶《金石萃編》、陸增祥《八瓊堂金石補正》則集當時可見唐代金石文與題跋並加論斷，增補宰相世系表的不備之處。
民國以降，唐代碑刻的大量出土，提供豐富的研究資料，羅振玉《新唐書宰相世系表補正》二卷（1937年），岑仲勉〈貞石證史〉、〈續貞石證史〉，以出土誌銘補充或糾正宰相世系表的世系；特別是《元和姓纂四校記》，闡明《新唐書》宰相世系表與《元和姓纂》的淵源，並利用《新唐書》宰相世系表校補現行輯本《元和姓纂》的缺漏，對學術界影響深遠。而綜合歷代考訂成編者，則有趙超《新唐書宰相世系表集校》五卷與詹宗佑《點校本兩唐書校勘彙釋》的《新唐書》宰相世系表部分。
此外，因學術方法進步，《新唐書》宰相世系表也有更多不同的研究觀點。哈佛燕京學社《新唐書宰相世系表引得》（1934年），提供人名索引；或用統計方式宏觀分析由唐入宋世族勢力與南北人文的消長，《新唐書》宰相世系表不只是中古世族史重要的文獻，對其編纂意義也有更多正面的評價。

## 延伸阅读
[在维基数据编辑]
 《新唐書/卷071上》，出自《新唐書》

## 關聯項目
- 元和姓纂
- 新唐書宗室世系表

## 腳注
1. ↑  卷71、73、74、75各分上、下，卷72分上、中、下，所以實質是11卷。
2. ↑  王鳴盛《十七史商榷》卷83‧宰相世系表先後之次：「眾姓未便以意為先後也，故仍依除拜之先後。宰相表首列武德元年六月裴寂拜左僕射、知政事，世系表即以裴姓居首，而凡此姓中各房所有宰相，直至唐末俱以類從。敘畢裴姓，即及劉姓者，以劉文靜即次裴寂為納言也。」
3. ↑  《新唐書》卷70下 宗室世系表後敘
4. ↑  如《新唐書》卷75下 宰相世系表五下 代北李氏李克用（後唐太祖）稱河東節度使、守太師、中書令、晉王，克用子存勗（後唐莊宗）稱隰州刺史、檢校司空，都是唐時所授官，而不及後唐贈廟諡。自莊宗諸子以下，無涉於唐，則皆從略。
5. ↑  錢大昕《二十二史考異》卷50 宗室世系表下
6. ↑  《新唐書》卷75下 宰相世系表五下 後敘子注。
7. ↑  沈炳震《唐書宰相世系訂譌》目次子注：以下皆藩鎮之加三師三公者。
8. ↑  李慈銘《越縵堂讀書記》上册299頁，沈炳震《唐書宰相世系訂譌》：「余嘗疑歐公既作此表，當時必聚譜牒，何以所載寥寥？……宗室世系表亦然，防五季散亂之後，人多假託華冑也，然因噎廢食，何足以存譜學。」〔光緒甲申（1884）九月十九日〕
9. ↑  岑仲勉《元和姓纂四校記》再序 4～20頁
10. ↑  蒲起龍《史通通釋》卷3
11. ↑  嚴耕望「新舊兩唐書史料價值比論」 《嚴耕望史學論文集》（上海古籍出版社＼2009年） 下冊 1152頁
12. ↑  岑仲勉《元和姓纂四校記》再序 2頁
13. ↑  趙翼《二十二史剳記》卷10‧南北史子孫附傳之例
14. ↑  蒲起龍《史通通釋》卷3 表曆篇按語：「揆之史法，參以時宜，親若宗房，貴如宰相，傳有所不登，名未可竟沒，胥以表括之，亦嚴密得中之一道哉！」
15. ↑  徐浩《二十五史論綱》（世界書局＼1947年） 本論 第十七章 新唐書
16. ↑  趙超《新唐書宰相世系表集校》前言 3～4頁
17. ↑  岑仲勉：「唐人神道碑、墓誌銘所記世系、官位，往往有詳於《新唐書》宰相世系表者，宰相世系表所列則多與《元和姓纂》同。」（《元和姓纂四校記》再序 9頁）
18. ↑  岑仲勉：「《姓纂》敘例，常有甲生乙、丙，先列丙支然後及乙，未必依長幼之序；而宰相世系表者次序，每與《姓纂》相同。」（《元和姓纂四校記》再序 24頁）
19. ↑  吳縝〈進新唐書糾謬表〉
20. ↑  岑仲勉《唐史餘瀋》卷4 楊氏世系
21. ↑  岑仲勉《元和姓纂四校記》再序 4~5頁
22. 1 2 3 4 5 6  錢大昕《二十二史考異》卷50 宰相世系表二上
23. ↑  吳縝《新唐書糾謬》卷11 宰相世系表脫漏不載者
24. 1 2  錢大昕《二十二史考異》卷50 宰相世系表二中
25. 1 2  錢大昕《二十二史考異》卷50 宰相世系表三下
26. ↑  錢大昕《二十二史考異》卷50 宰相世系表三上
27. ↑  趙紹祖《新舊唐書互證》卷8
28. 1 2  吳縝《新唐書糾謬》卷11 宰相世系表脫漏不載者
29. ↑  錢大昕《二十二史考異》卷50 宰相世系表一上
30. ↑  趙紹祖《新舊唐書互證》卷7，趙氏謂陳希烈在姦臣傳，其實（降安祿山）亦叛臣也，表雖無世系，而總計處有名。
31. ↑  錢大昕《二十二史考異》卷50 宰相世系表二上，錢氏謂李忠臣、李懷光皆叛臣，故不敘其系。
32. ↑  沈炳震《唐書宰相世系訂譌》目次子注
33. ↑  錢大昕《二十二史考異》卷50 宰相世系表四上
34. 1 2  錢大昕《二十二史考異》卷50 宰相世系表四下
35. ↑  全祖望《經史問答》卷10：「問：韓氏，宰相世系表四人，璦為一族，休、滉父子為一族，宏為一族，祇應三表，而今有四，何也？答：是歐公之誤也。退之一支，其家無作宰相者，而今亦入之，故有四篇。」
36. ↑  章學誠《丙辰札記》
37. ↑  岑仲勉《元和姓纂四校記》再序 15頁
38. ↑  岑仲勉《元和姓纂四校記》再序 21頁子注：「據《廣州人物傳》，宋景德三年九世孫元吉獻墨蹟等，天聖六年九世孫錫獻告身等，由此逆推，七、八世孫已是五代及宋人物。」
39. ↑  沈炳震《兩唐書合鈔》敘例
40. ↑  收錄於《金石論叢》
41. ↑  下冊680～752頁